# Боббі Макферрін
Роберт «Боббі» Кіт Макферрін-молодший (англ. Robert "Bobby" Keith McFerrin Jr.; нар. 11 березня 1950) — американський джазовий співак і диригент, десятиразовий лауреат премії «Греммі».

## Ранні роки та освіта
Макферрін, син оперного баритона Роберта Макферріна та співачки Сари Коппер, народився 11 березня 1950 року на Мангеттені, Нью-Йорк. Навчався в Cathedral High School в Лос-Анджелесі, Коледжі Серрітос, Університеті Іллінойсу в Спрингфілді (тоді відомому як Державний університет Сенґамон) та Університеті штату Каліфорнія, Сакраменто.

## Кар'єра
Першу свою роботу, однойменний альбом «Боббі Макферрін», музикант записав лише в 1982 році у 32 роки. До цього він шість років розвивав свій музичний стиль, перші два роки намагався взагалі не слухати інших виконавців, щоб не копіювати інших. Успіх серії сольних імпровізованих фортепіанних концертів Кіта Джарретта, включаючи «The Köln Concert» 1975 року сильно вплинув на Макферріна.
У 1984 році Макферрін виступив на сцені джазового фестивалю Playboy у Лос-Анджелесі як шостий учасник VSOP II Гербі Генкока.
У 1986 році Макферрін озвучив Санта-Ведмедя у фільмі «Перше Різдво Санта-Ведмедя», а в 1987-му був голосом Санта-Ведмедя/Хулігана-Ведмедя у продовженні «Високо літаючі пригоди Санта-Ведмедя». 24 вересня того ж року виконав тематичну пісню для заставки 4 сезону «Шоу Косбі».
У 1988 році Макферрін записав пісню «Don't Worry, Be Happy», яка стала хітом і принесла йому широке визнання у всьому світі. Успіх пісні «закінчив музичне життя Макферріна таким, яким він його знав». Пісню використали для кампанії Джорджа Буша-старшого на президентських виборах у США 1988 року без дозволу та схвалення Боббі Макферріна. У відповідь автор публічно протестував проти її використання та заявив, що збирається голосувати проти Буша. Він також вилучив пісню з власного виконавського репертуару.
У той час він виступив у спецвипуску «Sing Out America!» телеканалу PBS з Джуді Коллінз. Макферрін заспівав попурі з «Чарівника країни Оз».
У 1989 році він написав і виконав музику до короткометражного фільму Pixar «Knick Knack». У чорновому варіанті замість кінцевих титрів було написано «бла-бла-бла». Макферрін спонтанно вирішив заспівати «бла-бла-бла» і остаточна версія короткометражного фільму включає цей текст під час кінцевих титрів. Також у 1989 році він створив вокальний проект «Voicestra», який взяв участь у записі його альбому «Medicine Music» 1990 року та в саундтреку до оскароносного документального фільму «Common Threads: Stories from the Quilt» 1989 року.
Приблизно у 1992 року з'явилась міська легенда про те, що Макферрін покінчив життя самогубством.
У 1993 році він заспівав «Тему Рожевої пантери» Генрі Манчіні для фільму «Син Рожевої пантери».
Крім цього в 1994 році Макферріна призначили художнім керівником Камерного оркестру Сент-Пол. Він регулярно гастролює як запрошений диригент з симфонічними оркестрами, зокрема Симфонічним оркестром Сан-Франциско (на його 40-річчя), Нью-Йоркським, Чиказьким, Клівлендським, Детройтським, Ізраїльським, Філадельфійським, Лос-Анджелеським, Лондонським, Віденським та інших оркестрми. У концертних виступах Макферрін поєднує виконання класичних творів зі своїми унікальними вокальними імпровізаціями, часто за участю публіки та оркестру. Наприклад, концерти часто закінчуються а капельним виконанням увертюри «Вільгельма Телля», в якому члени оркестру співають свої музичні партії у вокальному стилі Макферріна, а не грають на інструментах.
Впродовж кількох років наприкінці 1990-х він гастролював з концертною версією «Поргі та Бесс», частково на честь свого батька, який виконував партії Сідні Пуатьє у кіноверсії 1959 року, а частково «для збереження джазовості партитури» в часи «здебільшого білих оркестрів». Макферрін каже, що завдяки роботі батька у фільмі «ця музика існує в моєму тілі вже 40 років, можливо, довше, ніж будь-яка інша музика».
Макферрін також бере участь у різних програмах музичної освіти, як волонтер викладає музику та читає лекції у державних школах по всій території США.
У липні 2003 року Макферріну присвоїли звання Почесного доктора музики в Музичному коледжі Берклі під час джазового фестивалю в Умбрії.
У 2009 році Макферрін та психолог Деніел Левітін взяли участь у двогодинному документальному фільмі «Музичний інстинкт», створеному PBS за мотивами бестселера Левітіа «This Is Your Brain on Music». Пізніше того ж року вони разом виступили на Всесвітньому фестивалі науки.
Влітку 2013 року Боббі Макферін представляв свою нову програму у Львові. У 2019 році він знову відвідав Leopolis Jazz Fest.
Макферріну було вручено нагороду за життєві досягнення на A Cappella Music Awards 19 травня 2018 року.
20 серпня 2020 року Макферрін був удостоєний нагороди Маестро джазу.

## Вокальна техніка
Як вокаліст, Макферрін часто швидко перемикається між модальним та фальцетним регістрами, створюючи поліфонічні ефекти, виконуючи як основну мелодію, так і супровідні частини пісень. Він використовує ударні ефекти, створені як ротом, так і постукуванням по грудях. Макферрін опанував багатоголосий спів.
Свідченням неординарного підходу Макферріна до співу є його альбом «The Voice» 1984 року, перший сольний вокальний джазовий альбом, записаний без супроводу чи накладень.

## Voicestra
Гурт «Voicestra» було засновано в 1986 році. До його складу входять унікально обдаровані співаки із широким стилістичний досвідом: від джазу до R&B та індійської класичної опери. Музика Voicestra повністю імпровізована.

## Дискографія

### Як сольний виконавець
- 1982 — Bobby McFerrin (Elektra Musician)
- 1984 — The Voice (Elektra Musician)
- 1986 — Spontaneous Inventions (Blue Note)
- 1987 — Elephant's Child з Джеком Ніколсоном (Windham Hill)
- 1987 — How the Rhino Got His Skin/How the Camel Got His Hump з Джеком Ніколсоном (Windham Hill)
- 1988 — Simple Pleasures (EMI-Manhattan)
- 1990 — Medicine Music (EMI)
- 1991 — Play з Чіком Коріа (Blue Note)
- 1992 — Hush з Йо-Йо Ма (Sony Masterworks)
- 1995 — Paper Music (Sony Classical)
- 1996 — Bang! Zoom (Blue Note)
- 1996 — The Mozart Sessions з Чіком Коріа (Sony Classical)
- 1997 — Circlesongs (Sony Classical)
- 2002 — Beyond Words (Blue Note)
- 2010  — VOCAbuLarieS(EmArcy)
- 2013 — Spirityouall (Sony Masterworks)